# 三十五周年 近藤真彦×伊集院静=二十四曲
『三十五周年 近藤真彦×伊集院静＝二十四曲』（さんじゅうごしゅうねん こんどうまさひこ×いじゅういんしずか いこーる にじゅうよんきょく）は、近藤真彦3枚目のセルフカバー・アルバム。2015年7月19日にリリース。発売元はソニー・ミュージックレコーズ。

## 概要
伊集院静が近藤に伊達歩名義で作詞を提供した楽曲全てのセルフカバー・アルバムであり、発売日である2015年7月19日は近藤の51歳の誕生日。
レコーディング・ミュージシャンとして元ジャニーズ事務所所属の野村義男（ギター）、曽我泰久（コーラス）、松原秀樹（ベース）、長谷部徹（ドラムス）がゲスト参加。
ジャニーズ事務所在籍時の近藤の最後のアルバムである。

## パッケージ
本作は完全生産限定盤。 CD2枚、DVD1枚、大型ポートレイト10枚、ブックレット（伊集院直筆歌詞カード）を封入、LPサイズBOX仕様。
同年9月1日に、金色のパッケージに入った12inchのアナログ盤（3枚組）も発売された。 特典内容はCD版に加え、二つ折りポスターが1枚追加。また、ポートレイト10枚は、CD版とは別内容となっている。

## 収録曲
- 全作詞：伊達歩

### DISC.1　CD
1. ギンギラギンにさりげなく[3:52]
2. 情熱☆熱風☽せれなーで[3:39]
3. 涙のナイフ[4:43]
4. ホンモク・ラット[3:11]
5. 夢の長距離バス[3:55]
6. 流線スピリッツ[2:56]
  - 『ブルージーンズメモリー』サウンドトラック収録
  - 作曲：筒美京平
7. ついてこいブギ[3:53]
8. ルイのバラード[3:43]
9. シャイニー・ガール[3:52]
10. 理由なきロック[3:29]
  - 『ブルージーンズメモリー』サウンドトラック収録
  - 作曲：筒美京平
11. DANCIN' BABE[5:33]
12. 傷だらけのアヴェニュー[3:42]

### DISC.2　CD
1. カモン・ロッキンロード[3:54]
2. AISU[4:30]
3. もう一度キャロル[3:45]
4. あの手この手はイマノウチ[4:21]
5. 真夏の一秒[3:30]
6. さよならスウィング[3:33]
7. 今夜はおまえと…[3:23]
8. 反逆の華[3:54]
9. 綺麗[5:41]
10. さすらい[4:44]
11. BANKA ～男たちの挽歌～[5:13]
12. 愚か者[4:39]

### DISC.3　DVD
1. スタジオレコーディング ドキュメンタリー映像